# きしめん (ナレーター)
きしめん（1970年 - 2024年8月17日（死亡判明日））は、日本の男性ナレーター。本名は非公表。フリーランス。 

## 来歴・人物
主に関西ローカルのバラエティ・情報番組のナレーションを担当している。2009年5月にゲストとして登場した畑中フーのネットラジオ・ふう聞ふう談 vol.96～98「きしめん篇」によれば、星座はしし座、38歳であることを公表している。このことから1970年生まれであるとみられる。
2024年6月、交通事故に遭いICUで治療中だったが、同年8月17日に死亡したことが公表された。

## 出演作品

### テレビ番組
- そこまで言って委員会NP（読売テレビ）
- B-tops（読売テレビ）
- 痛快!エブリデイ（関西テレビ）
- FNNスーパーニュースアンカー（関西テレビ）
- ちちんぷいぷい（毎日放送）
- みんなの甲子園（毎日放送）
- 知っとこ!（毎日放送）「今週のワイドショー 気になるランキング」担当
- M+seg（朝日放送）
- おとな旅あるき旅（テレビ大阪）
- スーパーオプション（テレビ大阪）
- 一度は泊まりたい7つの宿（テレビ大阪）
- おんナビ（KBS京都）
- らくらぶ（KBS京都）
- 気ままに駅サイト!（奈良テレビ）
- 気ままに歩こーく!（奈良テレビ）
- 映像なら百景（奈良テレビ）
- グルメと世界遺産の街（BSフジ）

### DVD
- 柏秀樹のライテク講座｢ビッグマシンを自在に操る｣1～2
- イカ釣り最強バイブル｢エギングファイル｣Ⅰ～Ⅶ

### OVA
- 残された名刺　『ある在日一世の軌跡』（1996年、西原）

### ゲーム
- Cosmology of KYOTO～京都千年物語～（1994年）
- ザ・ランブルフィッシュ（2004年、ゼン［Zen］）

### その他
- 近鉄生駒鋼索線車内放送、車両の扉閉め予告（? - 2013年頃まで）